# Глизе 745
Глизе 745 (Gliese 745) — двойная звездная система, расположенная в созвездии Стрелы. Оба компонента примерно равного размера, относятся к М-типу красный карлик и располагаются в 28,9 световых лет от Земли.
Невооруженным взглядом не наблюдается так как видимая звездная величина обоих компонентов 10,77.
Глизе 745 А имеет радиус 0.34 от радиуса Солнца, её период вращения не более 5.72 дней. Глизе 745 В на 2 % больше и имеет период вращения не более 6 дней. Массы обеих звезд похожи, но не идентичны. Глизе 745Б имеет массу эквивалентную 35,2 % массы Солнца, немногим больше чем у Глизе 745 А.

## Название
По состоянию на 2012 год, этой звезде не было присвоено собственного имени — название Глизе 745 указывает на её принадлежность к каталогу ближайших звёзд, который был составлен немецким астрономом Вильгельмом Глизе в 1969 году и включает в себя звезды в пределах 25 парсек от Солнца.